# Ruynes-en-Margeride
Ruynes-en-Margeride je naselje in občina v osrednjem francoskem departmaju Cantal regije Auvergne. Leta 2012 je naselje imelo 620 prebivalcev.

## Geografija
Kraj leži v pokrajini Haute-Auvergne 12 km jugovzhodno od Saint-Floura. Na ozemlju občine je preko reke Truyère postavljen v dolžini 565 metrov železniški viadukt Garabit, zgrajen v letih 1880-1884.

## Uprava
Ruynes-en-Margeride je sedež istoimenskega kantona, v katerega so poleg njegove vključene še občine Celoux, Chaliers, Chazelles, Clavières, Faverolles, Lorcières, Loubaresse, Rageade, Saint-Just, Saint-Marc, Soulages in Védrines-Saint-Loup.
Kanton Ruynes-en-Margeride je sestavni del okrožja Saint-Flour.